# Aladroc
L'aladroc o seitó (Engraulis encrasicolus) és una espècie de peix teleosti de la família dels engràulids que es consumeix sovint en conserva d'aigua i sal, i pren llavors el nom d'anxova. Per extensió, l'aladroc és el nom corrent que reben les anxoves en diversos llocs dels Països Catalans, com ara en zones del País Valencià i el sud de Catalunya.
En volum, va ser el peix més capturat a Catalunya l'any 2015, el de màxima captura durant el període 2011-2024, representant llavors més d'un terç del total, amb 10.383,7 tones. El 2024, però, segons dades a 31.01.2025, només se'n van capturar poc més de 3.000 tones.

## Descripció
Els peixos de la família Engraulidae són petits, generalment al voltant dels 15 centímetres de llarg; el color varia des del blau fosc fins al gris clar, però solen presentar una banda platejada als costats. Tenen aspecte fusiforme i estan coberts de grans escates cicloides que es desprenen amb facilitat. El cap és gros, els ulls estan coberts per una fina pel·lícula, el morro és punxegut i la boca és molt ampla.

## Biologia
És una espècie marina que viu a les zones a prop de la costa en grans bancs. Tolera salinitats de 5 a 41 ppt i en algunes àrees entra en albuferes, estuaris i llacunes, especialment per fresar. A l'estiu té la tendència a pujar cap al nord i anar per aigües somes, mentre que a l'hivern tendeix a baixar en aigües profundes. S'alimenta d'organismes del plàncton. La fresa es produeix d'abril a novembre, amb preferència pels mesos més calorosos. Els ous són des d'el·lipsoïdals fins a ovals i van flotant en els primers 50 metres de profunditat fins que es trenquen al cap de 24 o 65 hores. Es comercialitza fresc, salat, fumat, en conserva i congelat.

## Gastronomia

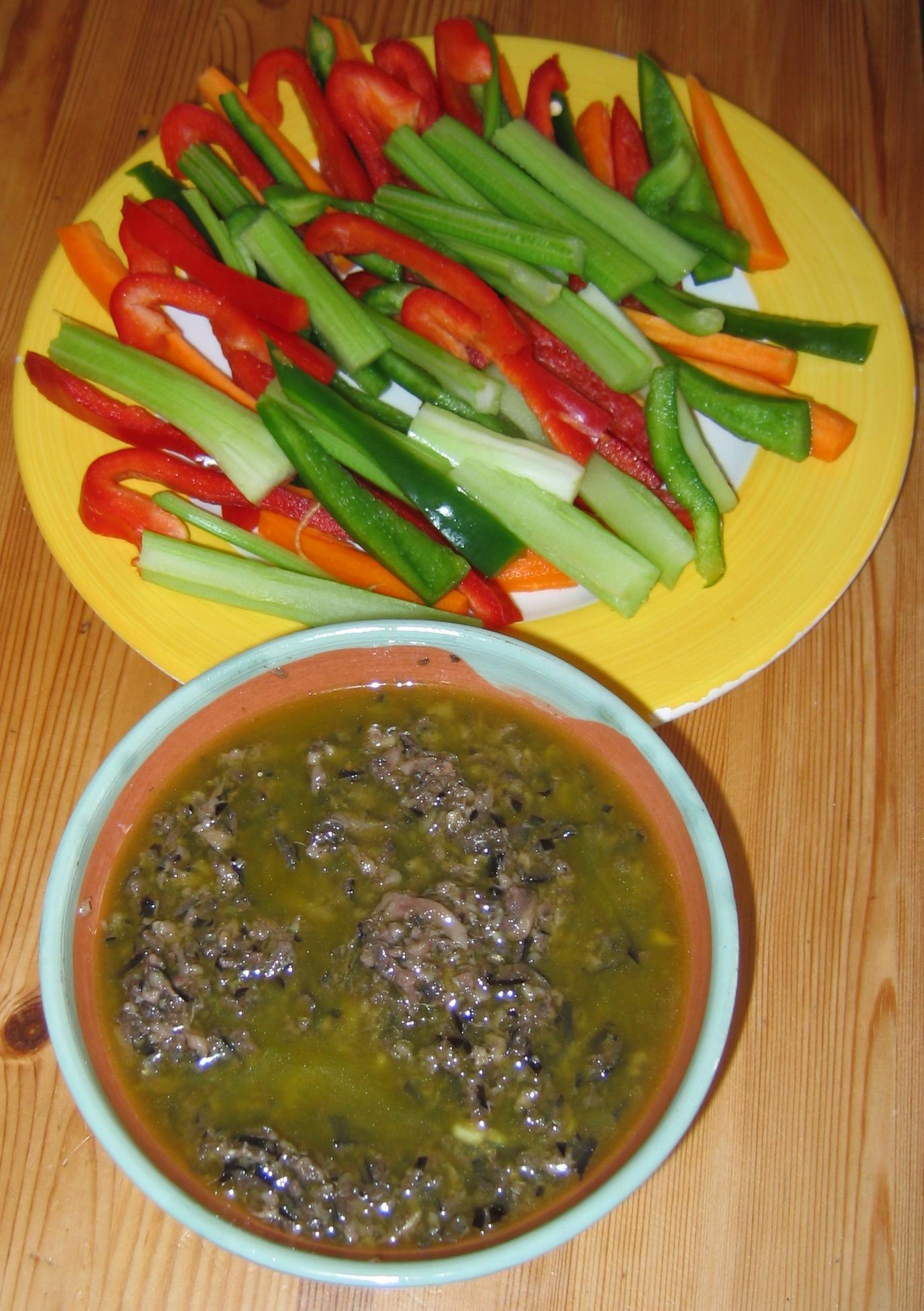
Anxovada occitana

Quan el peix és fresc o està macerat en oli i vinagre, una forma molt poular de conservar aquest peix, se l’anomena seitó, mentre que si ha estat sotmès a un procés de salaó se’n diu anxova. Malgrat això, a alguns indrets dels països catalans s’anomena també anxova ja sigui en fresc o conservat en sal, perquè aquesta preparació en salaó és la més antiga. Entre les anxoves salades més conegudes cal mencionar les anxoves de l'Escala.
Per al salaó, els peixos es confiten amb sal en pots d'anxova. Al fons del pot s'hi posen els peixos esganyats i perfectament col·locats. Aquesta primera capa s'empolvora de sal. Sobre aquesta primera capa d'anxoves i sal se n'hi posa una altra, igualment ordenada, i així successivament fins a arribar al coll del pot, que es tanca amb un paper d'estrassa i es lliga amb un cordill.
Les anxoves s'han de deixar reposar als pots com a mínim un any o més abans d'obrir-les i no es poden remenar. En alguns llocs s'hi afegeixen grans sencers de pebre negre amb la sal en el moment de la preparació per donar més bon gust al peix.
Entre els plats famosos amb anxova cal esmentar l'arròs amb pèsols i aladroc de Torrevella; els de la cuina d'Andalusia, que anomenen boquerones; l'anxovada de Cotlliure; o l'anchoiada, una pasta d'anxoves triturades occitana.

### Olives farcides
També es fan servir trossos menuts d'aladroc per farcir olives a les que se'ls ha tret el pinyol. Hi ha processos en què una sola màquina pot treure’ls, ficar-hi el trosset d'anxova, i cobrir el forat amb un tros circular d'oliva.